# Бастион-03
Бастион-03 (укр.«Бастіон-03») је украјински вишецевни бацач ракета, који се састоји из КрАЗ-6322 камионске шасије и артиљеријског оруђа са вишецевног бацача ракета БМ-27 Ураган.
Намењен је уништавању непријатељског људства и борбене технике, артиљеријских и минобацачких батерија, уништавању утврђења, упоришта и непријатељских центара отпора.

## Историјат
Крајем 2008. године, одлучено је да се као главни тип возила које ће се користити у украјинској војсци у употребу уведу КрАЗ камиони, па је донето решење да се изврши постављање артиљедријских елемената (лансирног дела) система БМ-27 Ураган на шасије ових возила. Модетнизована 122 милиметарска верзија вишецевног бацача ракета БМ-27 У "Град-М" постављена је на челичну шасију КрАЗ-6322 која је такође била коришћена код модела Бастион-01 и Бастион-02..
Затим је, 2010. године је по наређењу Минстарства одбране Украјине развијен коначни пројекат "Бастион-03", исте године примљен је у наоружање украјинске војске.

## Опис
Платформа овог борбеног комплекса састоји се – четири ткоча на задњем делу за теренски камион КрАЗ-6322 и још два точка на предњем делу 6х6.
Возило је произведено за рад у екстремним условима, климатским и путним условима у распону од -50 до +60 °C на висини до 5 хиљада метара надморске висине, превазилажење препрека у води до 1,5 m и снежног покривача дебљине 0,6 m. Опремљен је централним системом за контролу и размену притиска у гумама, чиме се обезбеђује висока проходност на земљиштима мале носивости. По наруџбини возило може бити пројетовано са системом за управљање на левој или на десној страни, са оклопљеном кабином, основним елементима и склоповима.